# Alfa Muscae
Alfa Muscae (α Mus) – najjaśniejsza gwiazda w gwiazdozbiorze Muchy, będąca podolbrzymem typu widmowego B. Znajduje się około 315 lat świetlnych od Słońca.

## Charakterystyka
Alfa Muscae jest biało-niebieską gwiazdą sklasyfikowaną jako podolbrzym, choć modele ewolucyjne wskazują, że jest jeszcze w połowie okresu syntezy wodoru w jądrze, trwającego łącznie 32 mln lat dla gwiazdy o takiej masie (8 M☉). Należy do asocjacji OB Centaura–Krzyża, grupy podobnych gwiazd powstałych w zbliżonym czasie. Jak większość gwiazd typu B obraca się szybko wokół osi, z okresem obrotu krótszym niż dwa dni. Jest to gwiazda zmienna typu Beta Cephei, której jasność zmienia się o 1% z okresem 2,2 h.
Około pół minuty kątowej od Alfa Muscae znajduje się jej domniemany towarzysz. Nie wiadomo, czy te gwiazdy rzeczywiście tworzą układ podwójny, czy tylko wydają się być bliskie na niebie. Jeśli są związane grawitacyjnie, to dzieli je 2600 au i okrążenie wspólnego środka masy zajmuje im 45 000 lat. W takim wypadku towarzysz jest najprawdopodobniej pomarańczowym karłem typu K8.